# Red rocket (куля для рушниці)
Red Rocket — це суцільна надрукована на 3D принтері рушнична куля або жакан. Представлена куля була у травні 2013. Вона була надрукована за допомогою Solidoodle 3 3-D принтера. Жакан було створено американцем на ім'я Джефф Хейзель.
Принтер який використали для створення кулі коштував у вересні 2014 приблизно $800. Для друку кулі принтеру знадобилася приблизно година. Для виробництва кулі було використано термопластичний матеріал ABS. Під час тестування, кулею вистрілили з дробовика Mossberg 590, куля пробила соснову дошку 2×12 і утворила дірку в котушці дроту.
Вважається, що це перша куля надрукована на 3D принтері, згідно з автором до пластикової кулі яку надрукували на 3D-принтері, необхідно додавати невелику свинцеву дробинку, щоб надати ваги кулі і покращити її балістику.